# Ngụy Đạo Minh
Ngụy Đạo Minh (Hán tự: 魏道明 bính âm: Wèi Dàomíng; 1899 – 18 tháng 5 năm 1978) là một nhà chính trị và viên chức Trung Hoa nổi tiếng. Ông từng là Đại sứ Trung Hoa Dân Quốc tại Hoa Kỳ trong Thế chiến II, Bộ trưởng Ngoại giao trong giai đoạn Cộng hòa Nhân dân Trung Hoa tìm cách loại Trung Hoa Dân Quốc khỏi Liên Hợp Quốc, và cũng là vị Tỉnh trưởng dân sự đầu tiên của Đài Loan (1947-1949), thay thế tướng Trần Nghi.

## Tiểu sử
Ngụy Đạo Minh sinh tại Cửu Giang, Giang Tây năm 1899. Cha ông, Wei Tiao-yuan, là một nhà giáo dục danh tiếng và thành viên tích cực trong phong trào cách mạng của bác sĩ Tôn Dật Tiên. Thời trẻ Ngụy Đạo Minh học tại một trường dòng, dù ông tốt nghiệp trường Trung học số 1 Giang Tây năm 1918. Sau đó ông học Pháp ngữ tại Bắc Kinh một năm trước khi sang Pháp năm 1919. Ông nhận học vị Tiến sĩ Luật tại Đại học Paris năm 1926 và trở về Trung Hoa để hành nghề luật sư tại Thượng Hải. Ông bắt đầu tham gia vào Quốc dân đảng. Ở tuổi 29, Ngụy trở thành Viện trưởng Lập pháp viện trẻ nhất. Từ năm 1930-1931, Ngụy là Thị trưởng thành phố đặc biệt Nam Kinh, sau là thủ đô Trung Hoa Dân Quốc.
Là Đại sứ tại Hoa Kỳ từ tháng 9 năm 1942 - năm 1946, Ngụy có vai trò quan trọng trong việc đảm bảo nguồn viện trợ Mỹ cho Trung Hoa Dân Quốc chống Nhật và cộng sản. Những thông cáo của ông thường được New York Times đăng tải, và ông tháp tùng Phu nhân Tưởng Giới Thạch trong chuyến viếng thăm Washington, DC và New York hết sức thành công của bà. Ông từ chức vào tháng 10 năm 1945, viện dẫn lý do cá nhân, người thay thế ông là Cố Duy Quân, sau là Đại sứ tại Vương quốc Anh.
Trong nhiệm kỳ Chủ tịch tỉnh Đài Loan, Ngụy đặt ra các cục Dân vụ, Tài chính, Xây dựng và Giáo dục. Ông cũng chọn ra 13 thành viên của hội đồng tỉnh, bao gồm cả những người gốc Đài Loan. Sau đó ông giữ chức Bộ trưởng Ngoại giao (kế nhiệm là Trần Thành).
Sau khi đại lục rơi vào tay phe Cộng sản, Ngụy sang Hồng Kông, sau đó sang Đài Loan.
Ngụy là Bộ trưởng Ngoại giao Trung Hoa Dân Quốc trong những năm 1960 và có vai trò quan trông trong việc duy trì viện trợ Mỹ cho Đài Bắc. Ông cũng duy trì liên minh trong Hội đồng Bảo an Liên Hợp Quốc từ chối tư cách thành viên của Cộng hòa Nhân dân Trung Hoa. Ông từ chức vì lý do sức khỏe năm 1971 khi chiến dịch ngoại giao của Bắc Kinh để trục xuất Trung Hoa Dân Quốc khỏi Liên Hợp Quốc đã gần kề với thắng lợi.
Ông kết hôn với bà Trịnh Dục Tú (鄭毓秀) (1891-1959). Bà là nữ luật sư và thẩm phán đầu tiên trong lịch sử Trung Hoa. Bà nhận học vị Tiến sĩ Luật tại Đại học Sorbonne, Pháp và là người Trung Hoa đầu tiên hành nghề luật tại tô giới Pháp tại Thượng Hải. Bà Trịnh cũng là một trong những người tham gia âm mưu ám sát Viên Thế Khải. Bà ủng hộ phụ nữ có tiếng nói riêng trong hôn nhân, và đưa điều khoản này vào hiến pháp Trung Hoa Dân Quốc. Hồi ký của bà, Những năm tháng cách mạng của tôi (1944), được xuất bản trong khi chồng bà đang làm Đại sứ tại Hoa Kỳ, và được xem là một trong những tác phẩm hồi ký xuất sắc nhất trong lịch sử Trung Quốc hiện đại.
Sau khi về hưu, Ngụy rời Đài Loan sang Brasil. Ông mất tại đó ngày 18 tháng 5 năm 1978, thọ 79 tuổi.